# Najadoideae
Najadoideae, biljna potporodica, dio porodice žabogrizovki. Sastoji se od 3 tribusa sa 7 rodova, s ukupno 76 vrsta. tipični rod je najas, podvodnica, od čijih 39 vrsta, 3 rastu i u Hrvatskoj, dvije autohtono.
Potporodica je opisana u Handb. Syst. Bot. 2: 304. Dec 1879. kao porodicu najadaceae, opisao ju je Juss. 1789. u Genera Plantarum.

## Rodovi
1. Tribus Vallisnerieae Dumort.
  1. Hydrilla Rich. (1 sp.)
  2. Nechamandra Planch. (1 sp.)
  3. Vallisneria Mich. ex L. (14 spp.)
2. Tribus Najadeae Dumort.
  1. Najas L. (39 spp.)
3. Tribus Halophileae Asch.
  1. Halophila Thouars (18 spp.)
  2. Enhalus Rich. (1 sp.)
  3. Thalassia Banks & C. Koenig (2 spp.)